# Camarhynchus
Camarhynchus je rod pěnkavek z čeledi tangarovití (Thraupidae). Patří mezi tzv. Darwinovy pěnkavy, pojmenované podle vědce Charlese Darwina, kterému vývoj jejich zobáku pomohl objasnit teorii evoluce. Jedná se o drobné endemické ptáky žijící na Galapágách. Živí se převážně pupeny, listy a plody rostlin nebo stromů, některé druhy, například pěnkavka bledá (C. pallidus) i larvami hmyzu. Hnízdění probíhá většinou v období dešťů a platí, že všechny druhy z tohoto rodu si staví hnízda kulovitého tvaru. Tento rod poprvé popsal John Gould ve své publikaci v roce 1837.

## Ohrožení
Mimo kriticky ohrožené pěnkavky mangrovové (C. heliobates) a pěnkavky hmyzožravé (C. pauper) jsou všechny zbývající druhy málo dotčené.

## Druhy
- pěnkavka tlustozobá (Camarhynchus crassirostris)
- pěnkavka mangrovová (Camarhynchus heliobates)
- pěnkavka bledá (Camarhynchus pallidus)
- pěnkavka malinká (Camarhynchus parvulus)
- pěnkavka hmyzožravá (Camarhynchus pauper)
- pěnkavka papouščí (Camarhynchus psittacula)